# Прилепска чаршия
Старата прилепска чаршия (на македонска литературна норма: Стара прилепска чаршија) е търговска и културно-историческа част на град Прилеп, Северна Македония. Чаршията е обявена за защитен паметник на културното наследство на Северна Македония.

## Местоположение
Чаршията е разположена в центъра на града, западно до парка, в който са Саат кулата и развалините на Чарши джамия.

## История
Като базар чаршията има най-голям разцвет във втората половина на XVIII и началото на XIX век, когато Прилеп е развит търговски и занаятчийски център. Във втората половина на XIX век, след серията пожари, обхванали чаршията в 1854, 1866 и в 1873 година, икономическата и търговската сила на Прилеп спада. Денешният изглед, прилепската чаршия го добива във втората половина на XIX век.
През февруари 2020 година Прилепската община започва проект за реконструиране и връщане на автентичния лик на чаршията, като същевременно тя се уреди инфраструктурно. Проектът обхваща улиците „Републиканска“ в отсечката от аптеката „Зегин“ до кръстовището с улица „Борка Талески“ и част от улица „Херой Карпош“.